# Ushlinova Peak
Der Ushlinova Peak (englisch; bulgarisch връх Ушлинова wrach Uschlinowa) ist ein 2150 m hoher, spitzer und vereister Berg an der Loubet-Küste des Grahamlands im Norden der Antarktischen Halbinsel. Er ragt 13,66 km südöstlich des Rubner Peak, 14 km südsüdöstlich des Sokol Point, 9,63 km südwestlich der Zilva Peaks und 12,1 km nördlich des Hutchison Hill aus den westlichen Ausläufern des Avery-Plateaus auf. Der Widdowson-Gletscher liegt westlich und einer dessen Nebengletscher nordöstlich von ihm.
Britische Wissenschaftler kartierten ihn 1976. Die bulgarische Kommission für Antarktische Geographische Namen benannte ihn 2015 nach der bulgarischen Freiheitskämpferin Donka Uschlinowa (1880–1937).